# Karcoolka
Karcoolka (v anglickém originálu Hoodwinked!) je animovaná muzikálová komedie z roku 2005. Film převypravuje pohádku Červená karkulka jako policejní proces. Režie se ujal Cory Edwards společně s Toddem Edwardsem a Tonym Leechem. Snímek produkovali Katie Hooten, Maurice Kanbar, David K. Lovegren, Sue Bea Montgomery a Preston Stutzman. V originálu hlavním postavám hlasy propůjčili Anne Hathaway, Glenn Close, Jim Belushi, Patrick Warburton, Anthony Anderson, David Ogden Stiers, Xzibit, Chazz Palminteri a Andy Dick.
Karcoolka je jedním z prvních filmů vytvořených počítačovou animací. Z důvodu nízkého finančního rozpočtu byla tato animace vytvořena na Filipínách, kde byl použit méně realistický vzhled filmu inspirovaný stylem fázové animace.
Film byl vydán společností The Weinstein Company v Los Angeles 16. prosince 2005. Premiéra ve Spojených státech proběhla 13. ledna 2006.

## Děj
Karkulka přijíždí do babiččina domu, místo babičky je však v domě převlečený vlk. Svázaná babička vyskakuje ze šatníku a dřevorubec vpadne do domu oknem. Přijíždí policie a detektiv Skokan všechny zpovídá.
Karkulka Puckettová vysvětluje, že přivezla babičce dobroty pro její byznys. Na cestě se dozvěděla, že cukrářský bandita krade recepty, proto vzala ty jejich rodinné a vezla je do babiččina domu, který stojí na vrcholu hory. Bohužel ale vypadla z lanovky a potkala Vlka, který jí pokládal podivné otázky. Mimo jiné se později setkala se zpívajícím kozlem Japethem, který ji následně k babičce doprovodil. V domě ale místo babičky čekal Vlk.
Vlk prozradil, že je investigativní reportér, který pátrá po cukrářském banditovi a podezříval právě Karkulku s babičkou. Vlk a jeho asistent, kterým je hyperaktivní veverka Brepta, se pokusili konfrontovat Karkulku v domnění, že vyřeší záhadu cukrářského bandity. Když se jim to nepodařilo, spěchali do babiččina domu, a protože šli zkratkou, byli tam dřív než Karkulka. V domě našli babičku svázanou v šatníku. Vlk se poté převlékl za babičku, přičemž plánoval, že Karkulku napálí a odhalí pravdu o cukrářském banditovi.
Dřevorubec jménem Kirk vysvětluje svou přítomnost v babiččině domě jako náhodu. Řekne, že je ctižádostivým hercem, který si zkoušel roli, kterou má ztvárnit v reklamě. Poté, co byla jeho dodávka s řízečky vykradena cukrářským banditou, měl hovor ohledně této reklamy. Bylo mu řečeno, že má v sobě dřevorubce objevit. Zbytek dne strávil kácením stromů až ho jeden strom povalil tak, že nechtěně vpadl oknem do babiččina domu.
Vyšetřování se přesouvá k babičce. Ta prozrazuje, že je nadšenkyní do extrémních sportů. Toho dne se zúčastnila závodu na lyžích. Před cílem ale byla napadena soupeřem. Dozvěděla se, že to byla práce cukrářského bandity. Když se při seskoku padákem zamotala do jeho provázků, zachytila se o stropní ventilátor a ten jí odhodil do šatníku.
Karkulka je smutná, že jí babička svou zálibu tajila a odchází pryč. Detektiv Skokan poté zjišťuje, že u všech těchto příběhů byl přítomen králík Bongo a právě on tedy musí být cukrářským banditou. Karkulka přistihne Bonga, jak krade recepty rodiny Puckettových a sleduje ho do jeho úkrytu, kterým je stanice lanovky. Střetnou se a Karkulka je přemožena a zajata. Mezitím policie po Bongovi pátrá, ale jdou špatným směrem. Babička, Vlk a Kirk si všimnou Bonga ve stanici lanovky. Ten zatím Karkulce prozrazuje svůj plán. Chce přidat do receptů návykovou látku a poté zničit les, aby na jeho místě postavil svou firmu.
Vlk a Kirk odvádějí Bongovu pozornost, zatímco se babička pokouší dostat do jeho úkrytu. Bohužel jsou všichni odhaleni. Bongo posílá svázanou Karkulku dolů z hory lanovkou, ve které jsou výbušniny. Karkulka se osvobodí a společně s babičkou utečou, zatímco se policie za pomoci Brepty dostane na úpatí hory a čeká na Bonga a jeho pomocníky, aby je mohla zatknout.
Kirk nakonec nachází štěstí a úspěch v jódlovacím sboru. Karkulce, babičce, Vlkovi a Breptovi je nabídnuto, aby v budoucnosti spolupracovali s detektivem Skokanem.